# Yaiza
Yaiza é um município da Espanha na província de Las Palmas, comunidade autónoma das Canárias. Tem 211,84 km² de área e em 2021 tinha 16 977 habitantes (densidade: 80,1 hab./km²).

## Demografia
| Variação demográfica do município entre 1991 e 2004 | Variação demográfica do município entre 1991 e 2004 | Variação demográfica do município entre 1991 e 2004 | Variação demográfica do município entre 1991 e 2004 |
| --------------------------------------------------- | --------------------------------------------------- | --------------------------------------------------- | --------------------------------------------------- |
| 1991                                                | 1996                                                | 2001                                                | 2004                                                |
| 2675                                                | 3363                                                | 5020                                                | 8130                                                |